# Theodore Baker
Theodore Baker (* 3. Juni 1851 in New York City; † 13. Oktober 1934 in Dresden) war ein in Deutschland und in den Vereinigten Staaten von Amerika wirkender US-amerikanischer Musikwissenschaftler, Übersetzer, Verlagslektor und Lexikograph.

## Leben
Baker wurde zunächst als Geschäftsmann ausgebildet und wirkte nebenbei als Organist in Concord (Massachusetts). Er entschied sich für ein Musikstudium und ging dafür 1874 nach Deutschland. Er wurde Schüler von Oscar Paul an der Universität Leipzig und hier 1882 zum Dr. phil. promoviert. In seiner Dissertation untersuchte er die Gesänge der Seneca, eines Irokesen-Volkes im Staat New York. Mit dieser ersten wissenschaftlichen Untersuchung zur Musik der nordamerikanischen Indianer überhaupt wurde er zugleich der erste US-Amerikaner, der einen Doktortitel in Musikwissenschaft erhielt. Über Henry Franklin Gilbert gelangte die Studie an dessen Lehrer Edward MacDowell, der darin Motive für seine Suite Nr. 2 (Indian Suite) fand.
1891 kehrte Baker in die USA zurück und wurde im folgenden Jahr Verlagslektor beim Musikverlag G. Schirmer, Inc. In dieser Stellung wirkte er 34 Jahre lang bis zu seinem Ruhestand im April 1926. Als Ruheständler ging er zurück nach Deutschland und lebte in Leipzig.

## Werk
Baker war ein bedeutender Vermittler deutscher und europäischer Musik in den USA auf unterschiedlichen Ebenen. Er übersetzte Lieder, Bücher, Libretti und Artikel und vertrieb sie über Notenausgaben und Zeitschriften des Schirmer-Verlags wie dem Musical Quarterly. Als Herausgeber verantwortete er eine ganze Reihe an Handbüchern und Lexika, darunter ein Lexikon musikalischer Fachbegriffe (1895) und sein bekanntestes Werk, ein biographisches Handbuch zu Musikern (1900), das bis heute immer wieder neu aufgelegt worden ist.
Von seinen Lied-Übersetzungen sind einige schnell populär geworden und haben sich bis heute erhalten, so We gather together (Wir treten zum Beten), das zu Thanksgiving gesungen wird, die Weihnachtslieder Lo, How a Rose E’er Blooming (Es ist ein Ros entsprungen) und While by My Sheep I Watch at Night (Als ich bei meinen Schafen wacht). sowie das Palmsonntagslied The Palms, eine Übersetzung von Les Rameaux von Jean-Baptiste Faure.

## Schriften
- Über die Musik der nordamerikanischen Wilden. Leipzig: Breitkopf & Härtel 1882 (zugleich Diss. Leipzig; Digitalisat)

Eine englische Übersetzung durch Ann Buckley erschien bei Buren, The Netherlands: F. Knuf, New York: [obtainable from] W.S. Heinman, 1976: On the music of the North American Indians (Source materials and studies in ethnomusicology 9)
- Dictionary of Musical Terms: containing upwards of 9,000 English, French, German, Italian, Latin and Greek words and phrases used in the art and science of music, carefully defined, and with the accent of the foreign words marked; preceded by rules for the pronunciation of Italian, German, and French. New York: Schirmer 1895 231923

Digitalisate: 3. Auflage, 51901
- [Baker's] Biographical Dictionary of Musicians. New York: Schirmer 1900

21905, überarbeitet durch Alfred Remy 31919, überarbeitet durch C. Engel 41940, 51958 durch N. Slonimsky, Ergänzungsband 1971, 61978, 71984, 81992 durch N. Slonimsky
- A Pronouncing Pocket Manual of Musical Terms. New York: Schirmer 1905 (Digitalisat) 21947